# São Luís (Odemira)
São Luís é uma povoação portuguesa sede da Freguesia de São Luís do Município de Odemira, freguesia com 146,81 km² de área e 1883 habitantes (censo de 2021), tendo, por isso, uma densidade populacional de 12,8 hab./km².

## História
A área correspondente à freguesia foi ocupada pelo menos desde a Idade do Bronze, de acordo com os vestígios encontrados junto às ruínas da Ermida de São Domingos e na área do Cerro do Oiro. Outro monumento importante é o Cerro do Castelo de Vale de Gaios, um povoado fortificado habitado durante a Idade do Ferro e o período muçulmano. Nas imediações da Ermida de Santa Catarina também foram encontrados vestígios medievais.
A Freguesia de São Luís foi integrada no concelho de Odemira no Foral de 1256, sendo considerada uma das freguesias histórias do município, embora no passado tenha chegado a fazer parte do concelho de Vila Nova de Milfontes.
A região de São Luís ficou conhecida pela sua indústria de fabrico de mós para cereais, que foram utilizadas noutras zonas do Alentejo, no Algarve e em Santarém.

## Demografia
A população registada nos censos foi:
| Ano  | 0-14 Anos | 15-24 Anos | 25-64 Anos | > 65 Anos |
| 2001 | 262       | 265        | 1077       | 645       |
| 2011 | 224       | 162        | 1001       | 602       |
| 2021 | 211       | 131        | 966        | 575       |

## Geografia

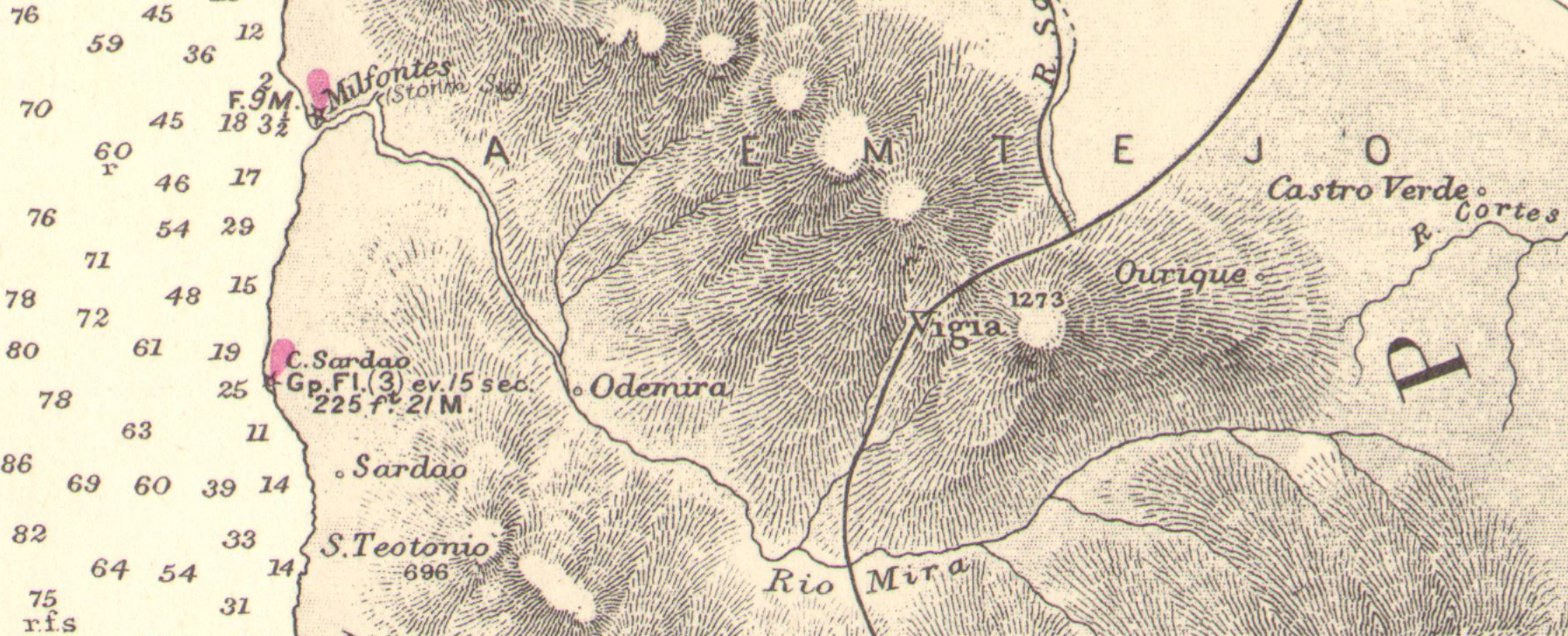
Carta Náutica de 1873, mostrando o percurso do Rio Mira. A freguesia de São Luís situa-se a norte de Odemira e a nascente de Vila Nova de Milfontes, numa região de relevo muito acidentado.

A freguesia de São Luís é, em área, a quarta maior no Município de Odemira, embora tenha sido uma das mais populosas. Por exemplo, em 1960 estavam recenseados 4345 habitantes, fazendo com que fosse a segunda com mais população no município. Em termos de associações, destaca-se a Casa do Povo. A sua economia é principalmente baseada na agricultura, nas vertentes da pecuária, silvicultura e cortiça, possuindo igualmente alguns serviços e pequeno comércio. No passado também contou com uma forte exploração mineira, que aproveitava os jazigos de ferro e de outros minérios na serra de São Domingos.

## Património
Em termos de património construído, destaca-se a Igreja Matriz. Outros imóveis de interesse na freguesia incluem o Lavadouro Municipal de São Luís, construído na década de 1940, o Portinho da Casa Branca, que foi um importante entreposto para a exportação de cereais e de minério através do Rio Mira, e a imponente Ponte do Sol Posto, que é um exemplo das obras públicas da década de 1930. Possui igualmente alguns edifícios de destaque do ponto de vista arquitectónico devido à sua construção taipa, como o Atelier Alexandre Bastos, a Casa do Monte dos Troviscais, e o Mercado Municipal de São Luís. Possui igualmente dois moinhos de vento recuperados, o da Lage, ainda em funcionamento, e o da Agonia. Também conta com vários imponentes monumentos naturais, como a Serra de São Domingos, a Ribeira do Torgal e o Rio Mira.
- Atelier Alexandre Bastos
- Casa do Monte dos Troviscais
- Casa do Povo de São Luís
- Cerro do Castelo de Vale de Gaios
- Ermida de Santa Catarina (São Luís)
- Ermida de São Domingos (São Luís)
- Igreja Paroquial de São Luís
- Lavadouro Municipal de São Luís
- Mercado Municipal de São Luís
- Moinho de Água do Pessegueiro da Cova da Zorra
- Moinho de vento da Achadinha
- Moinho de Vento da Agonia
- Moinho de vento de Corgo Pequeno
- Moinho de vento da Laje
- Moinho de vento da Pereira
- Moinho de vento do Pereiro
- Moinho de vento da Serra (I)
- Moinho de vento da Serra (II) ou do Cercas
- Moinho de vento da Toca do Mocho
- Moinho de vento dos Troviscais
- Moinho de vento de Vale de Gaios
- Ponte do Sol Posto
- Sítio arqueológico do Cerro do Oiro
- Sítio arqueológico do Corgo das Conchinhas